# Saint Lucia na Letnich Igrzyskach Olimpijskich 2024
Saint Lucia na Letnich Igrzyskach Olimpijskich 2024 – występ kadry sportowców reprezentujących Saint Lucię na igrzyskach olimpijskich, które odbyły się w Paryżu we Francji, w dniach 26 lipca – 11 sierpnia 2024.
Reprezentacja Saint Lucii liczyła czworo zawodników – kobietę i trzech mężczyzn, którzy wystąpili w 3 dyscyplinach.
Był to ósmy start Saint Lucii na letnich igrzyskach olimpijskich.

## Zdobyte medale
Reprezentanci Saint Lucii zdobyli dwa medale – złoto i srebro biegaczki Julien Alfred. Były to pierwsze w historii medale olimpijskie dla Saint Lucii i najlepszy wynik w dotychczasowej historii startów tego państwa na letnich igrzyskach olimpijskich.
| Data       | Medal  | Zawodnik      | Dyscyplina    | Konkurencja          |
| ---------- | ------ | ------------- | ------------- | -------------------- |
| 3 sierpnia | Złoto  | Julien Alfred | Lekkoatletyka | bieg na 100 m kobiet |
| 6 sierpnia | Srebro | Julien Alfred | Lekkoatletyka | bieg na 200 m kobiet |

## Reprezentanci

### Lekkoatletyka
| Zawodnik       | Konkurencja       | Runda 1 | Runda 1 | Runda 2 | Runda 2 | Półfinał | Półfinał | Finał | Finał   | Źródło |
| Zawodnik       | Konkurencja       | Wynik   | Miejsce | Wynik   | Miejsce | Wynik    | Miejsce  | Wynik | Miejsce | Źródło |
| -------------- | ----------------- | ------- | ------- | ------- | ------- | -------- | -------- | ----- | ------- | ------ |
| Julien Alfred  | bieg na 100 m (k) | 10,95   | 5.      | —       | —       | 10,84    | 1.       | 10,72 | złoto   | [ 1 ]  |
| Julien Alfred  | bieg na 200 m (k) | 22.41   | 6.      | —       | —       | 21.98    | 2.       | 22.08 | srebro  | [ 1 ]  |
| Michael Joseph | bieg na 400 m (m) | 45.69   | 35.     | 45.64   | 13.     | NQ       | NQ       | NQ    | NQ      | [ 2 ]  |

### Pływanie
| Zawodnik           | Konkurencja            | Eliminacje | Eliminacje | Półfinał | Półfinał | Finał | Finał | Źródło |
| Zawodnik           | Konkurencja            | Czas       | Poz.       | Czas     | Poz.     | Czas  | Poz.  | Źródło |
| ------------------ | ---------------------- | ---------- | ---------- | -------- | -------- | ----- | ----- | ------ |
| Jayhan Odlum-Smith | 100 m st. dowolnym (m) | 50,39      | 44.        | NQ       | NQ       | NQ    | NQ    | [ 3 ]  |

### Żeglarstwo
| Zawodnik     | Konkurencja | Wyścig | Wyścig | Wyścig | Wyścig | Wyścig | Wyścig | Wyścig | Wyścig | Wyścig   | Wyścig   | Wyścig | Punkty | Finałowa pozycja | Źródło |
| Zawodnik     | Konkurencja | 1      | 2      | 3      | 4      | 5      | 6      | 7      | 8      | 9        | 10       | M*     | Punkty | Finałowa pozycja | Źródło |
| ------------ | ----------- | ------ | ------ | ------ | ------ | ------ | ------ | ------ | ------ | -------- | -------- | ------ | ------ | ---------------- | ------ |
| Luc Chevrier | ILCA 7      | 24     | 36     | 19     | 25     | 11     | 28     | 27     | 29     | odwołany | odwołany | NQ     | 163    | 29.              | [ 4 ]  |